# 23524 Yuichitsuda
23524 Yuichitsuda è un asteroide della fascia principale. Scoperto nel 1993, presenta un'orbita caratterizzata da un semiasse maggiore pari a 2,5563984 au e da un'eccentricità di 0,1590277, inclinata di 4,88351° rispetto all'eclittica.